# シロカノシタ
シロカノシタ（白鹿舌、学名: Hydnum repandum var. album）はアンズタケ目ハリタケ科カノシタ属のキノコ（菌類）。通常のキノコは胞子を抱えるキノコの裏部分が襞状であるが、この種は剣山のようになっている。和名の由来は、色が白いキノコで、傘の裏に針のような突起が密生している様が、シカの舌のように見えることから名付けられている。英語圏では同様に傘裏の形状から Hedgehog（ハリネズミ）という一般名がついており、Wood Hedgehog、Hedgehog mushroom として知られている。食用キノコのひとつ。
DNA解析に基づく研究では、アンズタケ (Cantharellus cibarius) と非常に近い関係にあることが示唆されている。

## 分布・生息地
北アメリカ、ヨーロッパをはじめ広範囲に分布している。
菌根菌（共生性）。夏から秋にかけて、主にコナラ林などブナ科の広葉樹下に発生する。非常に一般的な種であり、針葉樹林と広葉樹林のどちらでも見ることができる。

## 特徴

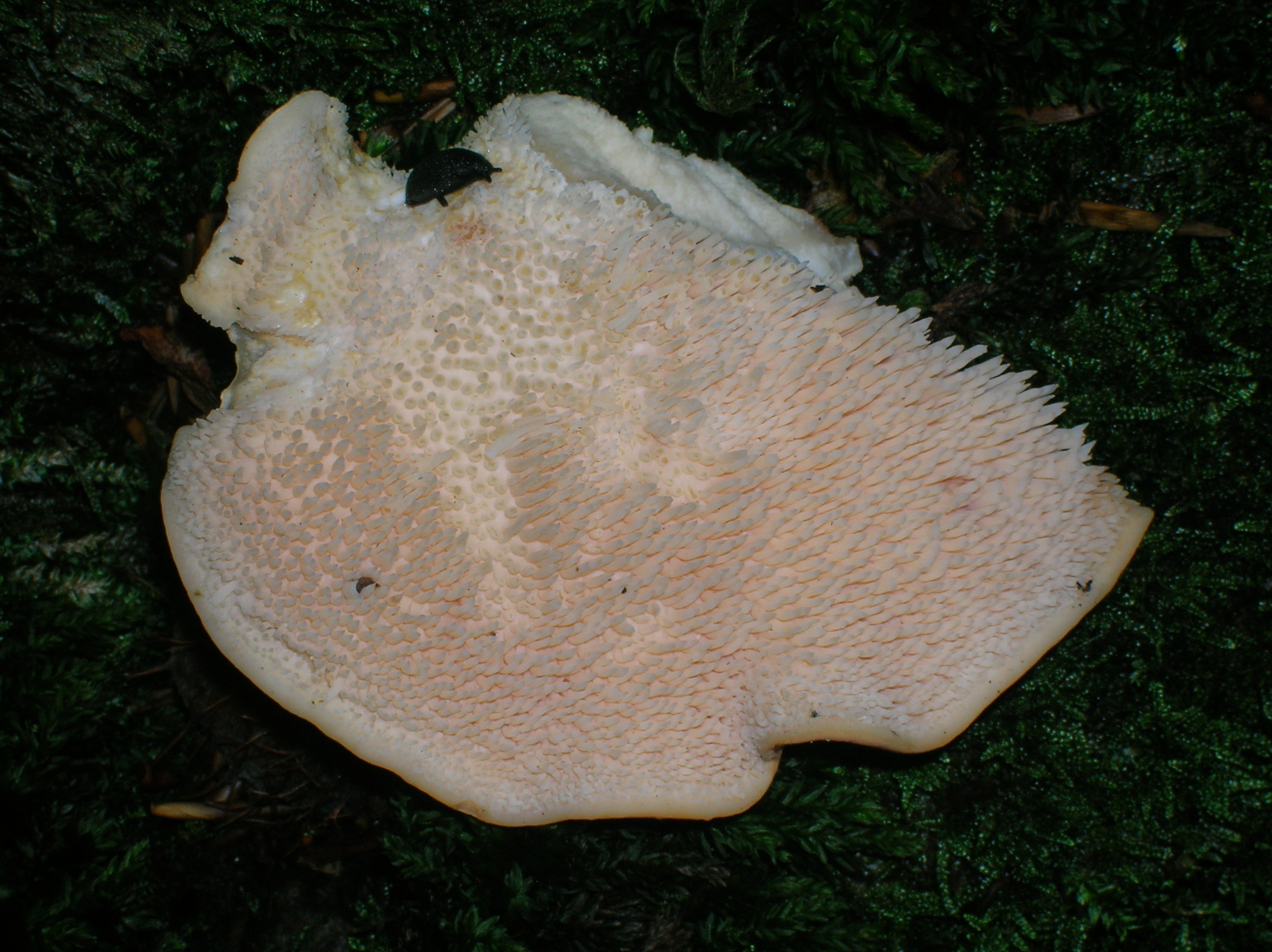
特徴的な傘の裏。剣山のようになっている。

子実体は傘と柄からなる。傘の色は橙から黄色、薄茶色であり、大きさは15センチメートル (cm) 程度。形は非常に特徴的で、饅頭型に似ているが中央がへこんでおり、傘の端が波打っている。下部には柔らかな剣山状の器官があり、これがヒダの代わりをしている。
柄は長さが2 - 10 cmであり、厚さは0.6 - 2 cm。色は傘の色より白い。柄は中央についていないときもある。肉は脆く、すぐに壊れてしまう。
胞子紋は白。胞子自体は6.5 - 10 × 6.5 - 8マイクロメートル (µm) であり、おおよそ球形で滑らかである。
シカノシタ（Hydnum repandum）は全体が淡褐色をしていることに対して、シロカノシタは全体がより白く、カノシタの変種扱い H. repandum var. album として扱われている。カノシタは標高の高いところで見られるが、シロカノシタは平地などで見られる。

## 食用
独特の外見を持っているため、この種は食用でないと考えられがちであるが、シロカノシタは美味であり、甘く、種実類のような味がする。食感はぱりぱりとしている。肉は脆いが、火を通すと弾力が出てくる。肉は古いものはやや苦味を帯びる。